# Gökhan Gönül
Gökhan Gönül, född 4 januari 1985, är en turkisk före detta fotbollsspelare.

## Klubbkarriär
Den 6 augusti 2020 blev Gönül klar för en återkomst i Fenerbahçe, där han skrev på ett ettårskontrakt med option på ytterligare ett år.
Den 16 juli 2021 värvades Gönül av Çaykur Rizespor, där han skrev på ett tvåårskontrakt. Den 19 juni 2023 meddelade Gönül att han avslutade sin fotbollskarriär.

## Landslagskarriär
Gönül debuterade för Turkiets landslag den 17 november 2007 i en 2–1-vinst över Norge, där han blev inbytt i den 15:e minuten mot İbrahim Kaş.